# Zealaranea
Zealaranea es un género de arañas araneomorfas de la familia Araneidae. Se encuentra en  Nueva Zelanda.

## Lista de especies
Según The World Spider Catalog 12.0:
- Zealaranea crassa (Walckenaer, 1842)
- Zealaranea prina Court & Forster, 1988
- Zealaranea saxitalis (Urquhart, 1887)
- Zealaranea trinotata (Urquhart, 1890)